# Argyrolobium adscendens
Argyrolobium adscendens är en ärtväxtart som beskrevs av Wilhelm Gerhard Walpers. Argyrolobium adscendens ingår i släktet Argyrolobium och familjen ärtväxter. Inga underarter finns listade i Catalogue of Life.